# Rafael Barbosa
Rafael Avelino Pereira Pinto Barbosa, meglio noto come Rafael Barbosa (Amarante, 29 marzo 1996), è un calciatore portoghese, centrocampista del Radomiak Radom.

## Caratteristiche tecniche
È un trequartista.

## Carriera

### Club
Ha giocato nella prima divisione portoghese.

### Nazionale
Ha giocato nelle nazionali giovanili portoghesi Under-15, Under-16 ed Under-17.
Con la nazionale Under-21 portoghese ha preso parte a un incontro di qualificazione al campionato europeo di calcio Under-21 2019.

## Palmarès

### Club

#### Competizioni nazionali
- Segunda Liga: 1

Paços Ferreira: 2018-2019